# Unifight
UniFight este o competiție marțială, un sistem sportiv care îmbină deopotrivă tehnici militare și stiluri de luptă tradiționale. În confruntarea din ring se pot folosi orice fel de tehnici: judo, kickboxing, box, karate, sambo sau lupte greco-romane.

## Istorie
În 1997, televiziunea rusă a început să promoveze acest sport în programul "bătălia rusească". Competițiile au provocat un mare interes în Rusia și în străinătate . În mod deosebit interesați de acest sport reprezentanți ai structurilor de putere și forțelor speciale.
În arena internațională, acest sport a primit numele "Lupta Universală". În 2000, la Vinnița a avut loc congresul fondator al Federației Internaționale de Amatori "Bătălia Universală" (FIAU). Federația a fost înregistrată la 12 decembrie a aceluiași an la Paris. Serghei Novikov a fost ales președinte al Federației.
Ulterior, a fost creată FIAWU (Winter Unifight International Federation of Amateurs), al cărei președinte este și Serghei Novikov.
În 2000, primul campionat mondial la bărbați a avut loc la Orenburg. În 2007, Baku a găzduit primul campionat mondial în lupta universală în rândul femeilor.

## Definiție
UniFight este un sport a cărui denumire provine din "Universal Fight". A luat ființă în 1939 în Germania când, pentru anumite segmente din sistemul militar, s-au creat programe complexe de pregătire.

## Tehnică
UniFight este un sistem complex de pregătire aplicativ militar și de competiție, în care nu contează stilul de luptă abordat, ci aplicarea noțiunilor învățate în luptă, în sistem full-contact, în condiții de stres și de efort.
Programele de pregătire conține elemente din probele de pentatlon, probe de tir cu arme de foc, utilizarea armelor albe și luptă corp la corp.
Există mai multe forme de competiție, Unifight Full, Unifight Light - Semi-Light și forma de iarnă. Un concurs de Unifight este împărțit în două etape consecutive:
- Prima constă în parcurgerea unei piste de aproximativ 60 de metri, în care sportivul trebuie să depășească anumite obstacole și probe de tir. Orice obstacol nedepășit duce la descalificarea concurentului.

Faza I-a : Parcurgerea pistei cu obstacole și proba de tir în contratimp
Pista cu obstacole este compusă din 10 etape. Ea trebuie sa cuprindă etape de forță și rezistență, etape de parcurgere oficială (obligatorii) și etape ce obligă mânuirea armelor. Aceste etape se stabilesc prin regulamentul de concurs. Parcurgerea concretă a celor 10 elemente (etape) a pistei cu obstacole pentru fiecare competiție este reglementată în Regulamentul de desfășurare al competiției.
Pista cu obstacole are o lungime de 60 m. și contine următoarele elemente : 0- linia de start 1- segment de traseu cu trunchiuri inegale (cauciucuri sau labirint) 2- bârnă : H = 1m ; L = 4m. 3- gard : H=2 m 4- scară orizontală :H=2,5 m ; L=3,5 m. 5- barieră : H=1,1m. 6- panou țintă pentru armă de foc la distanța de 15 m. 7- panou țintă pentru mânuirea cuțitului la distanța de 7m (probă militară) 8- cilindru orizontal : L=3 m. 9- plasă marinarească: H =8–10 m. 10- frânghie gimnastică H=8–10 m.
iar parcurgerea ei se efectuează astfel:
la comanda “START’’, concurentul parcurge alergând distanța de 6m,
1. parcurge segmentul de traseu cu trunchiuri inegale ( cauciucuri sau labirint);
2. aleargă 6m și parcurge în echilibru lungimea bârnei (4m);
3. aleargă 6m și sare peste gardul care are inalțimea de 2m;
4. aleargă 7m. și trece peste scara orizontală cu ajutorul brațelor (înăltțmea are 2,5m, iar lungimea este de 4m ). Prinderea primei și ultimei bare este obligatorie;
5. aleargă 8m și trece de barieră prin salt (1,1m. - înălțime);
6. aleargă 6m. și trage în ținta fixă de la distanța de 15m, un foc;
7. aleargă 8m. și aruncă cuțitul în țintă de la distanța de 7m, o aruncare;
8. aleargă 5m. și trece prin cilindrul orizontal (prin metoda târâși);
9. aleargă 7m. și se cațără pe plasa marinărească;
10. coboară pe frânghia de gimnastică cu ajutorul brațelor și picioarelor, aleargă 6m.;
Finishul este la ring.
- Urmează o pauză de un minut, în care cei doi combatanți trebuie să se echipeze pentru lupta din ring, care este împarțită în două runde a câte două minute. Sunt permise aproape toate loviturile, excepție fac cele cu cotul și genunchiul.

Faza a II-a : Lupta în ring
Lupta în ring reprezintă întrecerea dintre 2 sportivi, utilizând tehnici, procedee și diverse elemente provenite din sporturile cu caracter de luptă în sistem full contact (box, kick-box, judo, sambo, lupte, etc…), în limitele regulamentului stabilit. La sfârșitul întrecerii, câștigătorul este declarat cel care a obținut numărul mai mare de reprize câștigate, K.O. sau incapacitate de luptă (ștrangulare, luxare a brațului sau a piciorului).

## Unifight în România
Federaṭia Română de Unifight a fost înființată în 2001. România a fondat împreună cu Ucraina, Lituania, Azerbaidjan și Letonia, în anul 2001, Federația Europeană de UniFight cu sediul în România, singura federație internațională din această țară (Registrul sportiv M.T.S.). Primul președinte al Federației Europene (din 2001 până în 2006) a fost Marian Constantin, actual președinte al Federației Române de Unifight și director executiv al Federației Europene.
Din anul 2000, România a participat la competițiile mondiale și europene, unde sportivii români s-au clasat în primele 3 locuri.
Prezentă în toată țara, Federația Română de Unifight are în prezent 16 cluburi afiliate cu un număr de 410 sportivi legitimați (sursă : Federația Română de Unifight).
România va organiza în 2010 pentru al treilea an consecutiv Campionatul European de Juniori și Cupa Internațională a trupelor speciale.

### Rezultate
- 2000 Campionat mondial (Orenburg, Rusia, 16 țări participante) : 5 sportivi, 2 clasați pe locul 3
- 2001 Campionat mondial (Samara, Rusia, 20 de țări) : 5 sportivi, o medalie de argint, 2 de bronz
- 2002 Campionat mondial (St. Petersburg, Rusia, 21 de țări) : 3 sportivi, o medalie de bronz
- 2003 Campionat mondial (Kiev, Ucraina, 25 de țări) : 3 sportivi, o medalie de argint, 2 de bronz
- 2004 Campionat european (Moscova, Rusia, 16 țări) : 8 sportivi, o medalie de aur, 2 de argint, 2 de bronz
- 2004 Campionat mondial (Podgorica, Serbia, 31 de țări) : 8 sportivi, o medalie de argint, una de bronz
- 2005 Campionat mondial (St. Petersburg, Rusia, 34 de țări) : 1 sportiv, locul 5
- 2006 Campionat mondial (Kaliningrad, Rusia, 36 de țări) : 2 sportivi, o medalie de bronz și un loc 5
- 2007 Campionat mondial (Tashkent, Uzbekistan, 32 de țări) : 1 sportiv, vicecampion mondial
- 2008 Campionat european (Drobeta-Turnu Severin, România, 15 țări) : 12 sportivi, o medalie de aur, 4 medalii de argint și 4 medalii de bronz
- 2008  Campionat mondial (Kaliningrad, Rusia, 36 de țări) : 3 sportivi, o medalie de bronz și un loc 5
- 2009 Campionat european (Mangalia, România, 15 țări) : 25 de sportivi, 5 medalii de aur, 4 medalii de argint și 12 medalii de bronz
- 2009 Campionat mondial (Praga, Cehia, 40 de țări) : 12 sportivi, 3 medalii de argint și 3 medalii de bronz
- 2010 Campionat european (Reșița, România, 12 țări) : 25 de sportivi, 9 medalii de aur, 13 medalii de argint și 8 medalii de bronz